# Maître des requêtes

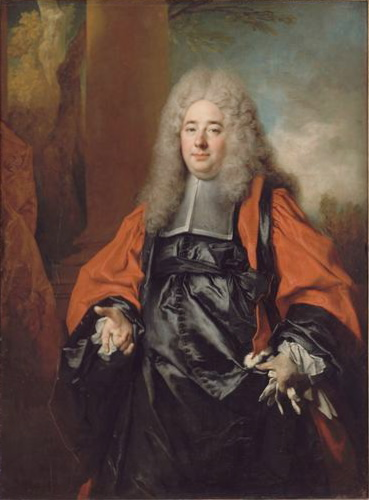
Louis-Urbain Le Peletier, Maître des requêtes, Nicolas de Largillière (1656-1746)
Palacio de Versalles

Maître des requêtes (literalmente "maestro de las peticiones" en español) es un título llevado en Francia y en ciertos países de Europa desde la Edad Media por magistrados de alto rango y altos cargos de la administración.

## En Francia bajo el Antiguo Régimen
Los maîtres des requêtes ordinaires de l'hôtel du Roi (maestros de las peticiones ordinarias de la casa del Rey) eran, desde la Edad Media, unos funcionarios propietarios de un oficio muy prestigioso y que se volverá, bajo Luis XIV, muy costoso. Su precio era de 200.000 libras en 1710 y 100.000 en 1750. Para poder ser maître des requêtes, era necesario haber ejercido durante seis años en una Corte superior como los parlamentos provinciales y el Tribunal de Cuentas; para los hijos de estos magistrados el plazo se reducía a 3 años.
Originalmente se encargaban de recibir y de juzgar las peticiones dirigidas al rey, que podían ser quejas o solicitudes de favores, y llevaban el Tribunal des requêtes de l'Hôtel (Tribunal de las peticiones de la Casa). En el siglo XVI, se encargaban de inspeccionar y controlar las administraciones provinciales que dependían directamente de la administración real, en especial en los países de elección que tendían a manifestar deseos de independencia de la administración central. Estas giras a caballo por todo el país se llamaban chevauchées (cabalgatas) y sirvieron de base para la implantación de los intendentes reales para la recaudación de impuestos en el siglo XVII.
En el siglo XVIII, se mantenía todavía una de sus labores medievales, que consistía en que dos maîtres des requêtes acompañaban al rey a misa los domingos y días festivos: en la iglesia se quedaban a ambos lados de su reclinatorio y le acompañaban de vuelta a su despacho, recibiendo en el camino las súplicas y peticiones que se querían hacer llegar al rey.
Eran jueces soberanos en temas como el sello real, la imprenta real y la ejecución de los decretos del Consejo del rey. Un máximo de 4 de ellos podían ser miembros del Parlamento de París. El consejo del rey y los diversos consejos de gobierno les pedían informes sobre determinados temas fiscales, sociales y económicos. Gracias a su doble formación de jueces y administradores, se reclutaban entre ellos a los más altos cargos de la administración y del gobierno: consejero de Estado, intendente de las provincias, controladores generales de Hacienda, teniente general de policía, etc.
Francia contaba con 98 maîtres des requêtes en 1698, 88 en 1723, pero Luis XV redujo su número a 80 en 1752.

## En Francia desde 1800
Los maîtres des requêtes au Conseil d'État (Maestros de las peticiones ante el Consejo de Estado) son miembros del Consejo de Estado y su grado se sitúa entre el de auditor de primera clase y el de consejero de Estado.